# فرودگاه لفیت ریجنل
فرودگاه لفیت ریجنل  (به انگلیسی: Lafayette Regional Airport) یک فرودگاه همگانی بهره‌برداری هوایی با کد یاتا LFT است که یک باند فرود آسفالت دارد و طول باند آن ۱۲۴۹ متر است. این فرودگاه در شهر لافایت، لوئیزیانا کشور ایالات متحده آمریکا قرار دارد و در ارتفاع ۱۳ متری از سطح دریا واقع شده است.

## شرکت‌های هواپیمایی و مقصدهای پروازی

### مسافری
| شرکت‌های هواپیمایی | مقصدهای پروازی          |
| ----------------- | ----------------------- |
| امریکن ایگل       | دالاس-فورت ورث          |
| دلتا ایرلاینز     | هارتسفیلد-جکسون آتلانتا |
| دلتا کانکشن       | هارتسفیلد-جکسون آتلانتا |
| یونایتد اکسپرس    | جرج بوش                 |

### Top destinations
| Rank | City                    | Passengers |
| ---- | ----------------------- | ---------- |
| 1    | هارتسفیلد-جکسون آتلانتا | 71,780     |
| 2    | جرج بوش                 | 70,080     |
| 3    | دالاس-فورت ورث          | 63,800     |